# Leon Florek
Leon Florek ps. „Bebek” (ur. 30 października 1903 w Chyrowie, zm. 28 sierpnia 1981 w Zagórzu) – podoficer Wojska Polskiego, żołnierz Armii Krajowej i partyzantki antykomunistycznej.

## Życiorys
Brał udział w wojnie polsko-bolszewickiej w 1920 roku. W okresie okupacji zamieszkał w Zagórzu, gdzie zaangażował się w działalność konspiracyjną. Żołnierz Armii Krajowej w zgrupowaniu OP-23 placówce nr X Zagórz, gdzie został d-cą drużyny ds. zwiadowczych.
5 sierpnia 1944 został ranny podczas ostrzeliwania kolumny niemieckich samochodów pancernych z terenu Nowego Cmentarza w Zagórzu i tylko dzięki postawie swojego kolegi Michała Czajnika nie dostał się do niewoli.
Po wycofaniu się Niemców na polecenie AK przystąpił do organizowania struktur Milicji Obywatelskiej w Zagórzu. Zagrożony aresztowaniem przez UB w marcu 1946 roku wstąpił do Samodzielnego Batalionu Operacyjnego NSZ „Zuch” mjra Antoniego Żubryda. Po rozbiciu batalionu w październiku tegoż roku ukrywał się pod przybranym nazwiskiem Mirkut. Aresztowany przez UB został skazany na pięć lat więzienia. Po wyjściu na wolność zamieszkał w Zagórzu.

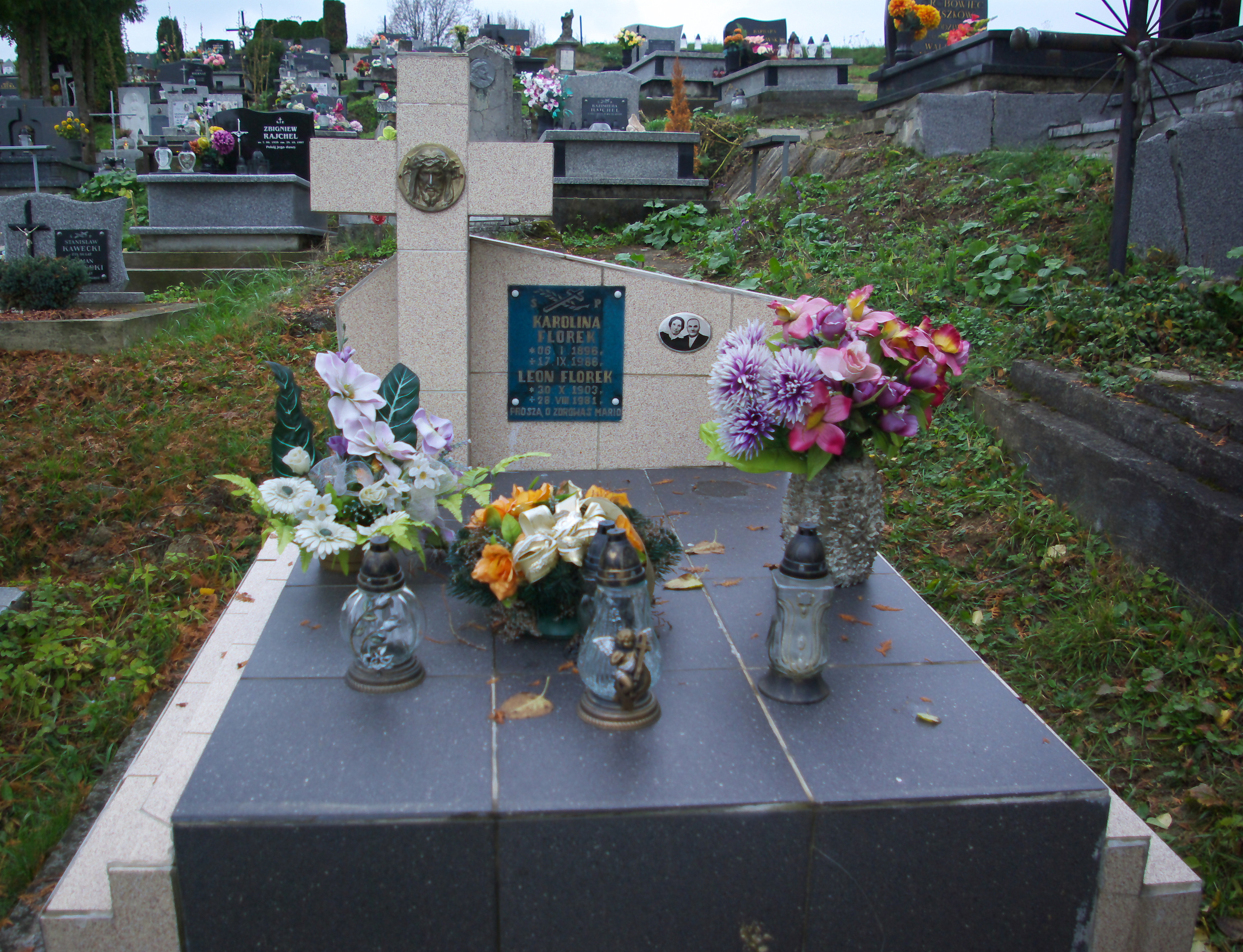
Grobowiec Karoliny i Leona Florków na Nowym Cmentarzu w Zagórzu

Był żonaty z Karoliną (1896–1986). Oboje są pochowani we wspólnym grobowcu na Nowym Cmentarzu w Zagórzu.